# Trophée James-Norris (LIH)
Le trophée James-Norris — de son nom en anglais : James Norris Memorial Trophy — était un trophée remis au gardien de but ayant accordé le moins de buts en saison régulière dans la ligue internationale de hockey de 1956 à 2001. 

## Gagnant du trophée
| Année | Gagnant                            | Équipe                                       |
| ----- | ---------------------------------- | -------------------------------------------- |
| 1956  | Bill Tibbs                         | Bruins de Troy                               |
| 1957  | Glenn Ramsay                       | Mohawks de Cincinnati                        |
| 1958  | Glenn Ramsay                       | Mohawks de Cincinnati                        |
| 1959  | Don Rigazio                        | Rebels de Louisville                         |
| 1960  | Reno Zanier                        | Komets de Fort Wayne                         |
| 1961  | Ray Mikulan                        | Millers de Minneapolis                       |
| 1962  | Glenn Ramsay                       | Knights d'Omaha                              |
| 1963  | Glenn Ramsay                       | Knights d'Omaha                              |
| 1964  | Glenn Ramsay                       | Blades de Toledo                             |
| 1965  | Chuck Adamson                      | Komets de Fort Wayne                         |
| 1966  | Bob Sneddon                        | Flags de Port Huron                          |
| 1967  | Glenn Ramsay                       | Blades de Toledo                             |
| 1968  | Bob Perani Tim Tabor               | Mohawks de Muskegon                          |
| 1969  | John Adams Pat Rupp                | Gems de Dayton                               |
| 1970  | Gaye Cooley Bob Perreault          | Oak Leafs de Des Moines                      |
| 1971  | Lyle Carter                        | Mohawks de Muskegon                          |
| 1972  | Glenn Resch                        | Mohawks de Muskegon                          |
| 1973  | Robbie Irons Don Atchison          | Komets de Fort Wayne                         |
| 1974  | Bill Hughes                        | Mohawks de Muskegon                          |
| 1975  | Merlin Jenner Bob Volpe            | Generals de Flint                            |
| 1976  | Don Cutts                          | Mohawks de Muskegon                          |
| 1977  | Terrance Richardson                | Wings de Kalamazoo                           |
| 1978  | Pierre Chagnon Lorne Molleken      | Gears de Saginaw                             |
| 1979  | Gordie Laxton                      | Owls de Grand Rapids                         |
| 1980  | Larry Lozinski                     | Wings de Kalamazoo                           |
| 1981  | Claude Legris George Gagnon        | Wings de Kalamazoo                           |
| 1982  | Dave Tardich Lorne Molleken        | Goaldiggers de Toledo                        |
| 1983  | Lorne Molleken                     | Goaldiggers de Toledo                        |
| 1984  | Darren Jensen                      | Komets de Fort Wayne                         |
| 1985  | Rick Heinz                         | Rivermen de Peoria                           |
| 1986  | Eldon Reddick Rick St. Croix       | Komets de Fort Wayne                         |
| 1987  | Michel Dufour Alain Raymond        | Lumberjacks de Muskegon Komets de Fort Wayne |
| 1988  | Steve Guénette                     | Lumberjacks de Muskegon                      |
| 1989  | Rick Knickle                       | Komets de Fort Wayne                         |
| 1990  | Jimmy Waite                        | Ice d'Indianapolis                           |
| 1991  | Pat Jablonski Guy Hebert           | Rivermen de Peoria                           |
| 1992  | Wade Flaherty Arturs Irbe          | Blades de Kansas City                        |
| 1993  | Rick Knickle Clint Malarchuk       | Gulls de San Diego                           |
| 1994  | Jean-Claude Bergeron Mike Greenlay | Knights d'Atlanta                            |
| 1995  | Tommy Salo                         | Grizzlies de Denver                          |
| 1996  | Tommy Salo Mark McArthur           | Grizzlies de l'Utah                          |
| 1997  | Jeff Reese Rich Parent             | Vipers de Détroit                            |
| 1998  | Kay Whitmore Mike Buzak            | Ice Dogs de Long Beach                       |
| 1999  | Andreï Trefilov Kevin Weekes       | Vipers de Détroit                            |
| 2000  | Frederic Chabot                    | Aeros de Houston                             |
| 2001  | Norm Maracle Scott Fankhouser      | Solar Bears d'Orlando                        |